# Кафе, Саид
Саид Кафе (фр. Said Mahdi Soilihi Kafe; 1937, о. Майотта — 25 мая 2002, Париж) — коморский политический деятель, дипломат.
В 1962—1966 гг. был губернатором о. Майотта, затем до 1973 года учился и работал во Франции. После возвращения на Коморы в 1973—1975 гг. служил заместителем директора, затем директором бюджетного отдела министерства финансов. После провозглашения независимости с 1975 по 1976 год — генеральный секретарь канцелярии премьер-министра Республики Коморские Острова. В период правления президента Ахмеда Абдаллы занимал посты министра финансов с 1978 до 1982 года, и министра иностранных дел с 1982 по 1990 год. Он покинул свой пост вскоре после переворота 1989 года, в котором Абдалла был убит.